# Kablieren
Kablieren ist eine dem Doppeldrahtzwirnen ähnliche Textiltechnik. Dabei erhält der Zwirn bei jeder Spindelumdrehung nur eine Drehung. Einer von zwei Fäden, die beim Zwirnen zusammenkommen, läuft von einer auf der Spindel aufgesetzten Spule (Rolle) ab. Der zweite Faden wird von einer Spule im Spulengatter zugeführt, durch den Hohlraum der Spindel gezogen und um den ersten Faden gewickelt. Auf diese Weise bekommen vorgelegte Garne keine zusätzliche Drehung und behalten ihr ursprüngliches Volumen.
Das Kablieren eignet sich besonders für Zwirne aus Filamenten ohne Drehung  (Bulked Continuous Filament), die als Teppichgarne eingesetzt werden. Man erreicht hier eine bessere Deckung im Teppich und eine Materialeinsparung.
Kabliermaschinen werden auch zum Zwirnen der Reifencordgarne verwendet.